# رحالة تيرخات (رحالة)
رحالة تيرخات هي إحدى مشيخات المملكة المغربية، تتبع جغرافيا لإقليم شيشاوة وإداريًا لرحالة. يقدر عدد سكانها بـ 6357 نسمة حسب الإحصاء الرسمي للسكان والسكنى لسنة 2004.